# Lost Secret of the Rainforest
Lost Secret of the Rainforest — обучающая приключенческая компьютерная игра, разработанная и изданная американской компанией Sierra On-Line в 1993 году для платформы DOS. Является продолжением игры EcoQuest: The Search for Cetus.

## Игровой процесс
Игровой процесс Lost Secret of the Rainforest стал сложнее по сравнению с EcoQuest: The Search for Cetus; игра делает акцент на опасности эгоизма и жадности. Одним из нововведением стало добавление в игру устройства «Ecorder», с помощью которого можно получить информацию о различных объектах, встречаемых в игровом мире.

## Сюжет
Действие игры разворачивается спустя 2 года после событий EcoQuest: The Search for Cetus. Повзрослевший Адам отправляется со своим отцом в Южную Америку в поисках лекарства от болезни, поразившей южноамериканских индейцев.

## Критика
Так Лиза Янг в журнале Compute! отметила: «несмотря на то, что целевая аудитория игры — дети от десяти лет, молодые игроки могут застрять на некоторых задачах. Тем не менее, удовлетворение от решённой сложной головоломки может побудить их продолжить прохождение».